# Omaniidae
Omaniidae è una piccola famiglia di Insetti dell'Ordine dei Rincoti (Sottordine Heteroptera, infraordine Leptopodomorpha), comprendente cinque specie diffuse in Asia e Oceania.

## Descrizione
Sono insetti di piccole dimensioni, con livrea di colore grigio, bluastro o nero. Per la forma convessa e ovoidale e l'aspetto delle emielitre ricordano i Coleotteri. Il capo è provvisto di due ocelli ed occhi grandi e prominenti, sono provvisti delle sole ali anteriori ed hanno zampe posteriori di tipo saltatorio.

## Habitat
Gli Omaniidae sono insetti predatori ad habitat marino, associati a rocce magmatiche o coralline. Il loro ambiente è rappresentato dalle rocce emerse nel corso della bassa marea, dove cacciano altri Artropodi associati alle alghe. Durante l'alta marea si rifugiano nelle sacche d'aria rimaste nelle cavità delle rocce sotto il livello del mare.

## Sistematica
La famiglia comprende appena cinque specie ripartite fra i generi Corallocoris e Omania. Corallocoris comprende quattro specie:
- C. nauruensis, presente nel sud est della Micronesia;
- C. marksae, presente in Australia, nel sudest Asiatico, in Melanesia e nella Polinesia occidentale;
- C. satoi, presente in Giappone;
- C. aldabrae, presente in regioni dell'Oceano Indiano.

Il genere Omania comprenderebbe la sola specie Omania coleoptrata, rinvenuta nelle regioni costiere dell'Oman. Altre fonti citano l'esistenza di una specie, Omania australiensis, rinvenuta nell'Isola Heron (Queensland), tuttavia non si hanno conferme in merito a questa specie e si ritiene si tratti del Corallocoris marksae .